# Aniutîne, Konotop
Aniutîne (în ucraineană Анютине) este un sat în comuna Duhanivka din raionul Konotop, regiunea Sumî, Ucraina.

## Demografie
Componența lingvistică a localității Aniutîne
     Ucraineană (98,09%)
     Rusă (1,91%)
Conform recensământului din 2001, majoritatea populației localității Aniutîne era vorbitoare de ucraineană (98,09%), existând în minoritate și vorbitori de rusă (1,91%).